# Handleyomys
A Handleyomys az emlősök (Mammalia) osztályának rágcsálók (Rodentia) rendjébe, ezen belül a hörcsögfélék (Cricetidae) családjába tartozó nem.
A Handleyomys emlősnem nyolc faja közül, hatot 2006-ig az Oryzomys nembe soroltak.

## Rendszerezés
A nembe az alábbi 8 faj tartozik:
- Handleyomys alfaroi (J. A. Allen, 1891) - korábban Oryzomys alfaroi
- Handleyomys chapmani (Thomas, 1898) - korábban Oryzomys chapmani
- Handleyomys fuscatus J. A. Allen, 1912 - típusfaj
- Handleyomys intectus Thomas, 1921
- Handleyomys melanotis (Thomas, 1893) - korábban Oryzomys melanotis
- Handleyomys rhabdops (Merriam, 1901) - korábban Oryzomys rhabdops
- Handleyomys rostratus (Merriam, 1901) - korábban Oryzomys rostratus
- Handleyomys saturatior (Merriam, 1901) - korábban Oryzomys saturatior